# Collegio RUI
Il Collegio RUI (Residenza Universitaria Internazionale), detta in modo familiare "la RUI", è la prima delle 14 residenze universitarie gestite dalla Fondazione Rui.

## Introduzione
E' un Collegio Universitario di Merito riconosciuto dal Ministero dell’Istruzione, dell’Università e della Ricerca. Assieme alle altre residenze della Fondazione Rui è membro della CCUM – Conferenza dei Collegi Universitari di Merito, e di EUCA – European University College Association, l’associazione che riunisce collegi universitari di dodici paesi europei.
La RUI è un collegio maschile che ammette studenti di ogni facoltà e di tutte le provenienze geografiche, religiose e culturali e che può arrivare ad ospitare fino a 70 studenti universitari per ogni anno accademico.

## Storia
Costruita nel 1959 a Roma, nel quartiere dell’EUR, su iniziativa di esponenti del mondo accademico, istituzionale e industriale al fine di creare un luogo di formazione, studio e confronto capace di accogliere studenti universitari provenienti da tutto il mondo, la residenza è stata inaugurata il 24 aprile 1960, alla presenza di Giuseppe Togni, Ministro dei lavori pubblici.
La residenza RUI nacque essenzialmente per fornire un aiuto concreto per il diritto allo studio italiano in tema di alloggi a studenti universitari provenienti da paesi europei ed extraeuropei.
Il primo comitato d'onore della RUI era composto, tra gli altri, dal presidente della Repubblica di allora Giovanni Gronchi, dal presidente dell'Eni Enrico Mattei, dal Rettore della Sapienza Ugo Papi e numerosi altri esponenti delle istituzioni interessati a promuovere un progetto di formazione rivolto a studenti universitari di tutte le nazioni (Antonio Segni, Giulio Andreotti, Luigi Sturzo, Giuseppe Pella, Bernardo Mattarella ecc.).
Le prime ammissioni di studenti in residenza avvennero nel 1961, dopo averne pubblicato notizia sui principali quotidiani nazionali. Molti erano gli studenti stranieri, tra cui diversi provenienti dai Paesi in via di sviluppo, che studiavano a Roma con l’obiettivo di acquisire competenze economiche e giuridiche da sfruttare al ritorno in patria.
Nel corso dei decenni successivi, sono stati organizzati numerosi convegni, corsi e conferenze su varie tematiche, ai quali sono intervenuti come ospiti tra gli altri: Karol Wojtyla (all’epoca arcivescovo di Cracovia), Francesco Cossiga, Carlo Azeglio Ciampi, Aldo Moro, Pupi Avati, Federico Caffè, Viktor Frankl, Guido Carli, Dino Zoff.
Negli anni più recenti sono stati ospiti anche Luca Cordero di Montezemolo, Eugenio Bennato, Irene Pivetti, Renzo Arbore, Fausto Bertinotti, Luciano Violante, Tito Boeri, Giulio Tremonti, Nicola Gratteri e tanti altri personaggi pubblici del mondo della cultura, della scienza e delle istituzioni.
Nel 2001 la Residenza RUI ha chiuso per tre anni a motivo di necessarie ristrutturazioni, per poi riaprire nel 2004 nella sua struttura attuale.

## Posizione geografica

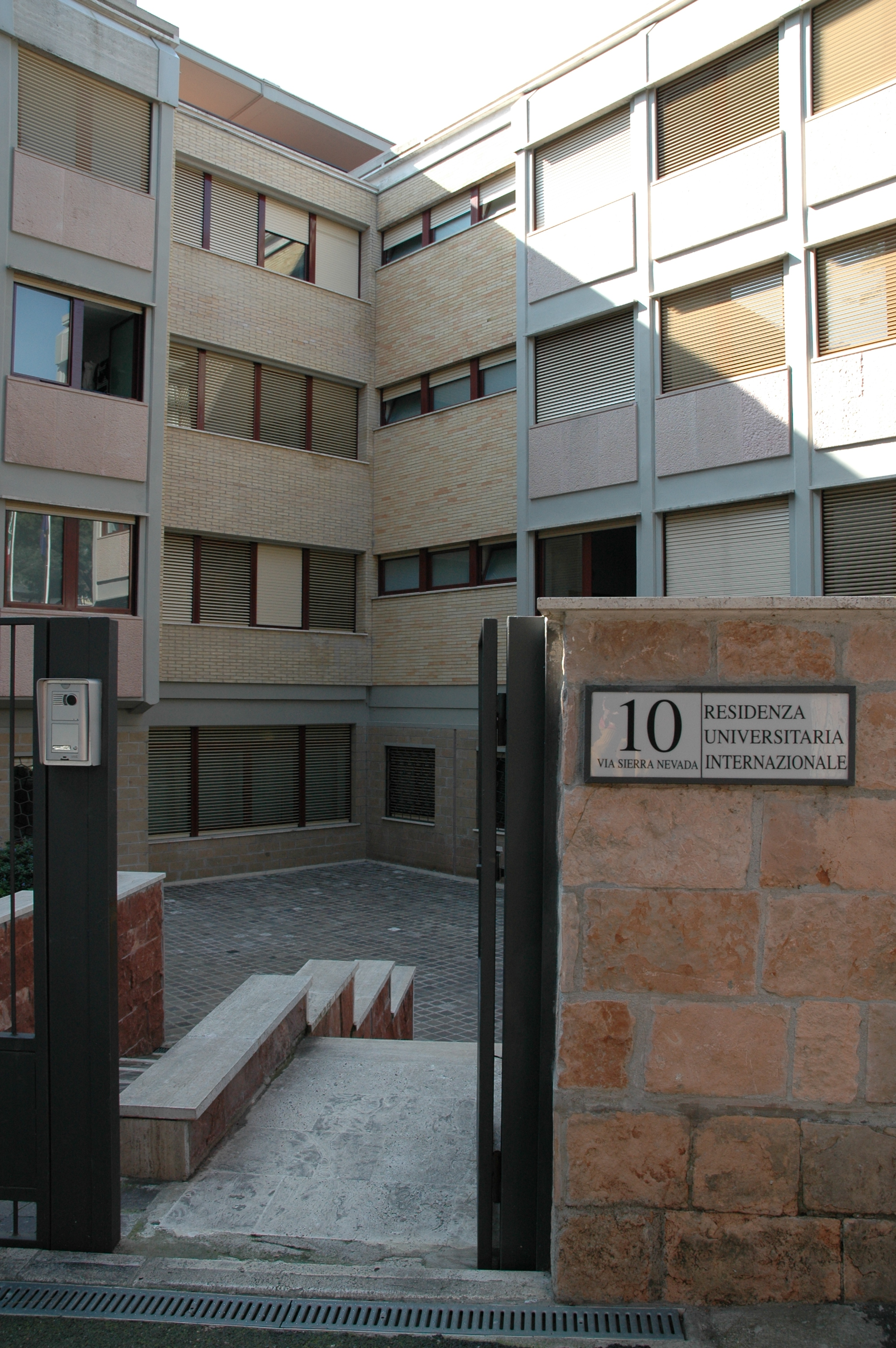
L'odierno ingresso del Collegio RUI.

Il Collegio RUI è situato in via della Sierra Nevada 10, a poca distanza dal laghetto dell’EUR e a cinque minuti dalla stazione Laurentina della metropolitana Linea B. È vicino all’Università degli Studi Roma Tre e all’Università Campus Bio-Medico di Roma. Attraverso la linea metropolitana è possibile raggiungere facilmente anche la cittadella universitaria della Sapienza Università di Roma.